# Василь Танський
Танський Василь Михайлович (1678 — 1763) — український шляхтич, син Михайла Антоновича Танського, молодший брат Антона Танського, ротмістр «волоської компанії» (1708–09), учасник шведської і турецької воєн, знатний військовий товариш, бунчуковий товариш (1725). 1715 р. дістав від гетьманського і царського урядів великі маєтки в Україні, 1726 призначений російським урядом на полковника переяславського. Своїми загарбаннями та здирствами дався взнаки сусідам, за що був під слідством у Глухові (1728) і в Москві (1731), 1734 відправлений знову до Москви і засланий до Сибіру (1735). Амністований 1741, повернувся в Україну і дістав великі маєтки в Переяславському полку (м. Яготин, с. Келеберда та ін.) й ін. (м. Мерефа).
Був одружений із Ганною Забілою, донькою Степана Петровича Забіли, генерального хорунжого. Єдина донька Танського — Ганна — була у шлюбі із Семеном Лизогубом.